# Micrographia
Micrographia é o título da obra escrita em 1665 pelo cientista inglês Robert Hooke, que contém a descrição detalhada de cinquenta e sete observações realizadas com o microscópio que o próprio autor fabricou, e três observações telescópicas. A obra foi recebida com entusiasmo por uma parte da comunidade científica europeia. Hooke tinha 28 anos quando a escreveu. A obra foi uma oferta da Royal Society de Londres para impressionar positivamente o monarca inglês.    

## Estrutura da obra
A obra recolhe observações de todo o tipo de objetos cotidianos, estudados de maneira não sistemática, e ordenados segundo um critério de complexidade crescente, desde os objetos mais simples até aos mais complexos.
1. Observações sobre objetos artificiais.
2. Observações sobre elementos inertes: Neste grupo destacam-se as descrições de gelo e neve.
3. Observações do mundo vegetal: Neste grupo destacam-se a descrição da cortiça, fósseis e carvão vegetal.
4. Observações sobre o reino Animal: 26 descrições de animais e partes de animais, como os piolhos ou o olho composto da mosca.

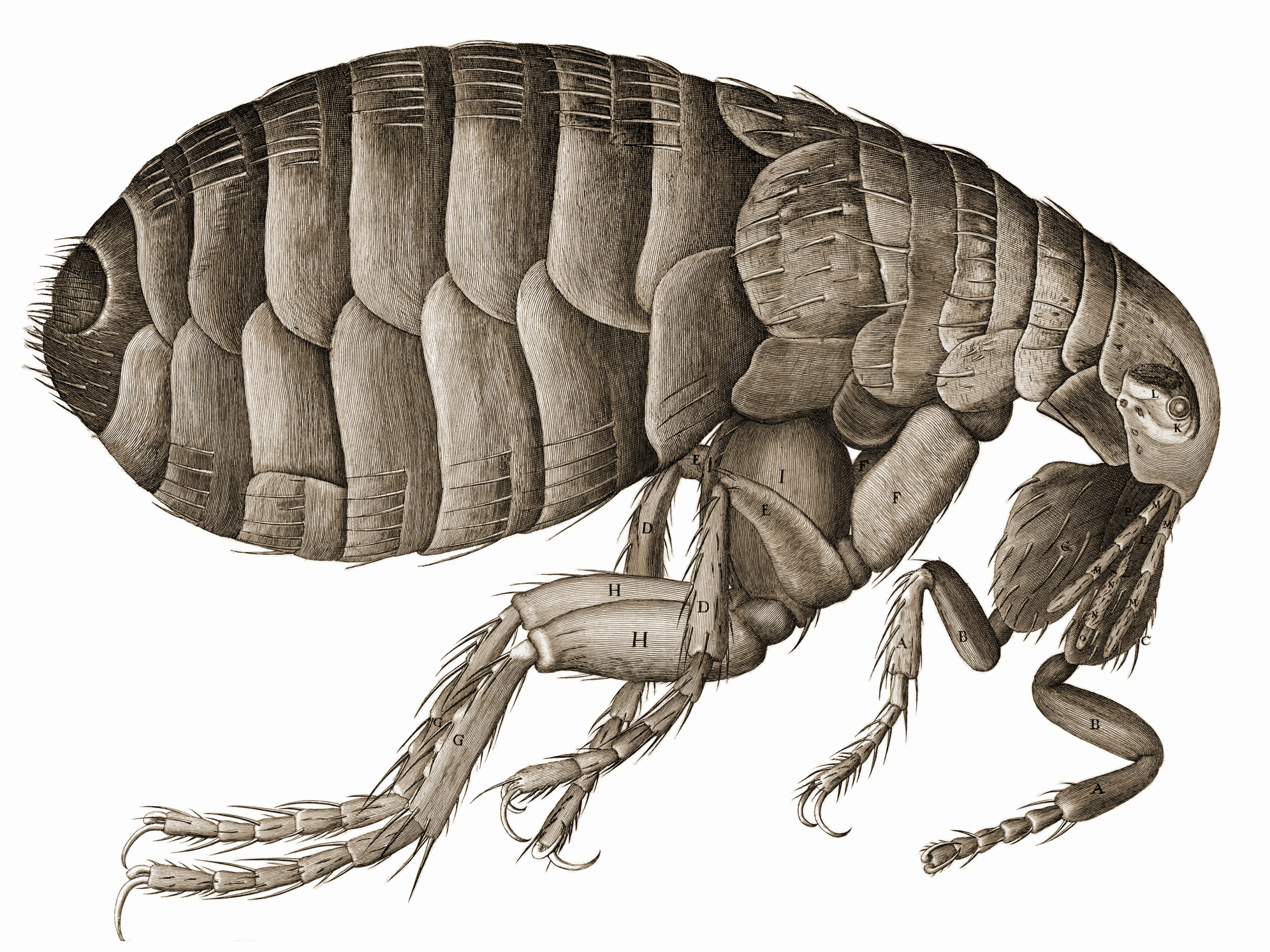
Desenho de uma pulga, no livro Micrographia, de R.Hooke.

5. Três observações telescópicas.

## Interesse da obra
A obra foi escrita numa linguagem clara, humorística em alguns casos, e os desenhos apresentavam pela primeira vez, com uma qualidade artística apreciável, aspectos desconhecidos até então de factos de natureza microscópica. Mais importante foi o caminho que abriu para a utilização de instrumentos para descrições científicas da natureza e as novidades que trouxe em diversos campos. Nesta obra aparece pela primeira vez o termo célula, ao referir-se aos poros observados numa fina lâmina de cortiça, que faziam lembrar ao autor, as celas dos monges. Também descreveu pela primeira vez a estrutura do gelo, a neve e os cristais de urina. A interpretação sobre as observações microscópicas de fósseis, consideram-se como uma das primeiras proposições da teoria da evolução biológica.
Neste livro também se encontra o primeiro registro da possibilidade de se produzir uma fibra têxtil artificial{\displaystyle ^{3}}.